# La gemella erotica
La gemella erotica, conosciuto anche col titolo Due gocce d'acqua, è un film italiano del 1980 diretto da Alberto Cavallone.